# Lanfiéra (Kangala)
Pour les articles homonymes, voir Lanfiéra.
Lanfiéra est une localité située dans le département de Kangala de la province du Kénédougou dans la région des Hauts-Bassins au Burkina Faso.

## Géographie
Lanfiéra traversé par la route nationale 8 qui mène à la frontière malienne (vers Sikasso au Mali).

## Santé et éducation
Le centre de soins le plus proche de Lanfiéra sont les centres de santé et de promotion sociale (CSPS) de Mahon ou de Ouolonkoto tandis que le centre médical avec antenne chirurgicale (CMA) se trouve à Orodara et que le centre hospitalier régional (CHR) est le CHU Souro-Sanon de Bobo-Dioulasso.
Le village possède une école primaire publique.